# Электроника ИМ-18
«Электроника ИМ-16. Охота» — электронная игра 1989 года, одна из серии первых советских портативных электронных игр с жидкокристаллическим экраном, производимых под торговой маркой «Электроника». Все электронные микропроцессорные игры серии «Электроника ИМ-хх» и «Электроника И-хх» имеют схожий дизайн и управление, по сути многие игры являлись клонами игры «Электроника ИМ-02. Ну, погоди! (электронная игра)», только с разными дисплеями.

## Описание игры
Управляя охотником с ружьем, который расположен в нижней центральной части экрана, в отличие от стандартного расположения по центру экрана. Ружье может занимать четыре позиции, требуется «поймать» (застрелить) как можно больше уток. За каждую застреленную утку игроку добавляется одно очко. Утки летят с четырёх сторон. Сначала утки появляются медленно, но постепенно темп игры ускоряется.
В случае промаха — игроку добавляется штрафное очко, которое обозначается изображением утки с надписью «счет». Если промах произошёл в присутствии собаки верхней части экрана, то игроку добавляется половина штрафного очка, изображение утки при этом мигает. После трех промахов(или более, в зависимости от ситуации) игра прекращается.
Игра имеет две степени сложности, вызываемые соответственно кнопками «Игра А» и «Игра Б», расположенными в правом верхнем углу игры. Под этими двумя кнопками находится кнопка «Время», при помощи которой изменяются настройки времени. Игра может служить настольными часами и будильником. На задней стороне игры расположена складывающаяся проволочная ножка, позволяющая ставить игру на стол по аналогии с фоторамкой.

## Фотографии

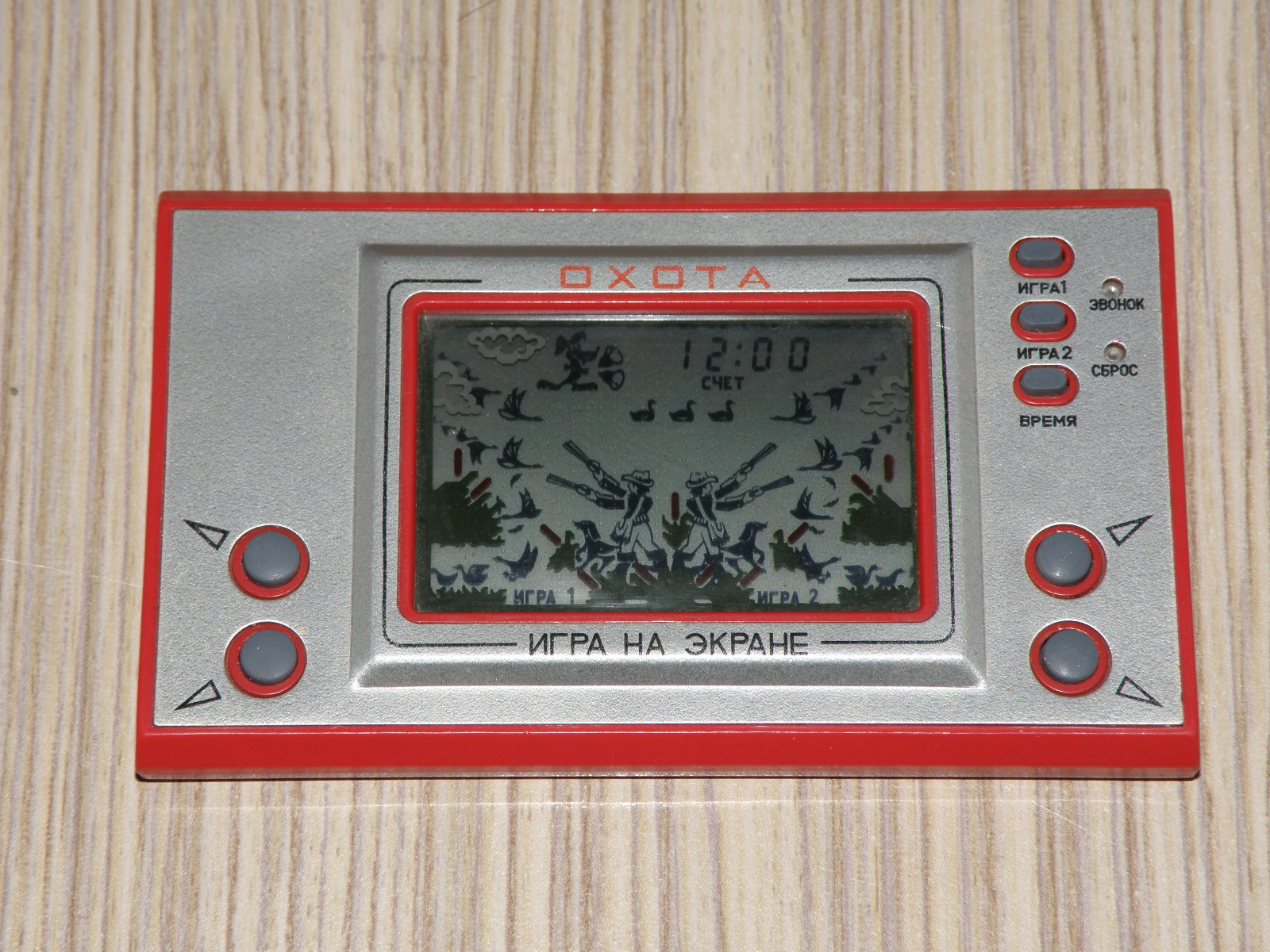
Игра электроника ОХОТА лицевая сторона
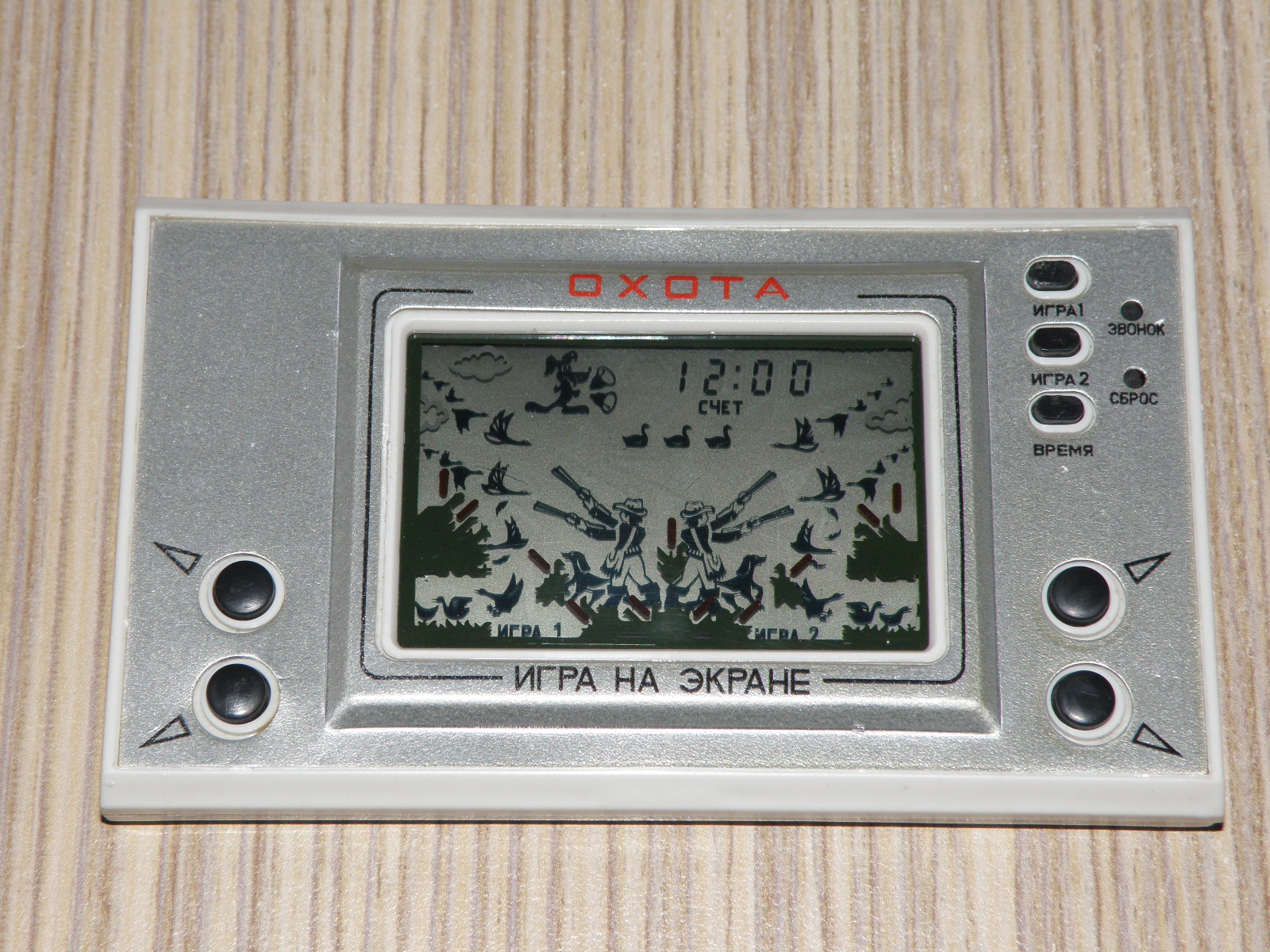
Игра электроника ОХОТА лицевая сторона
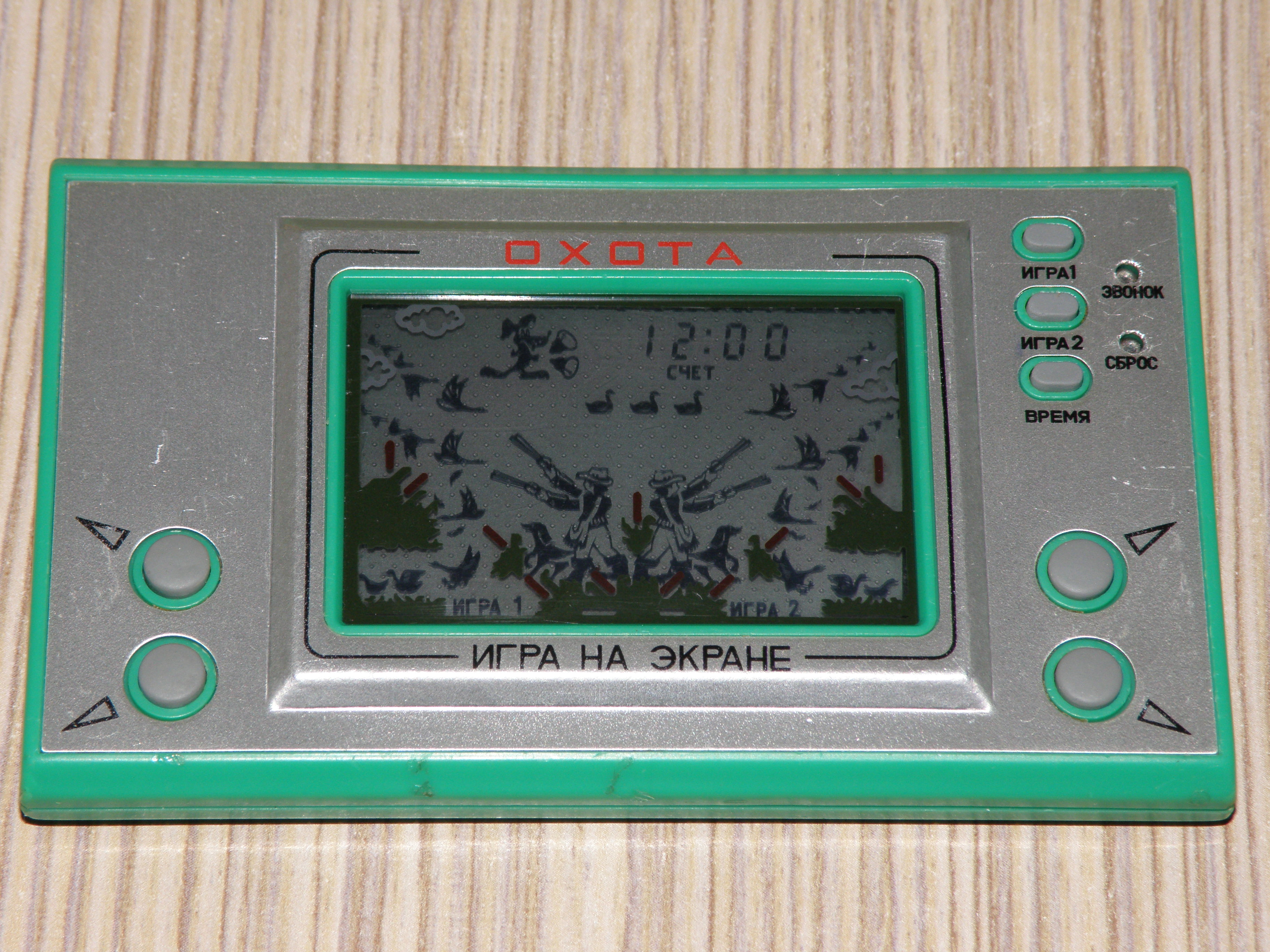
Игра электроника ОХОТА лицевая сторона
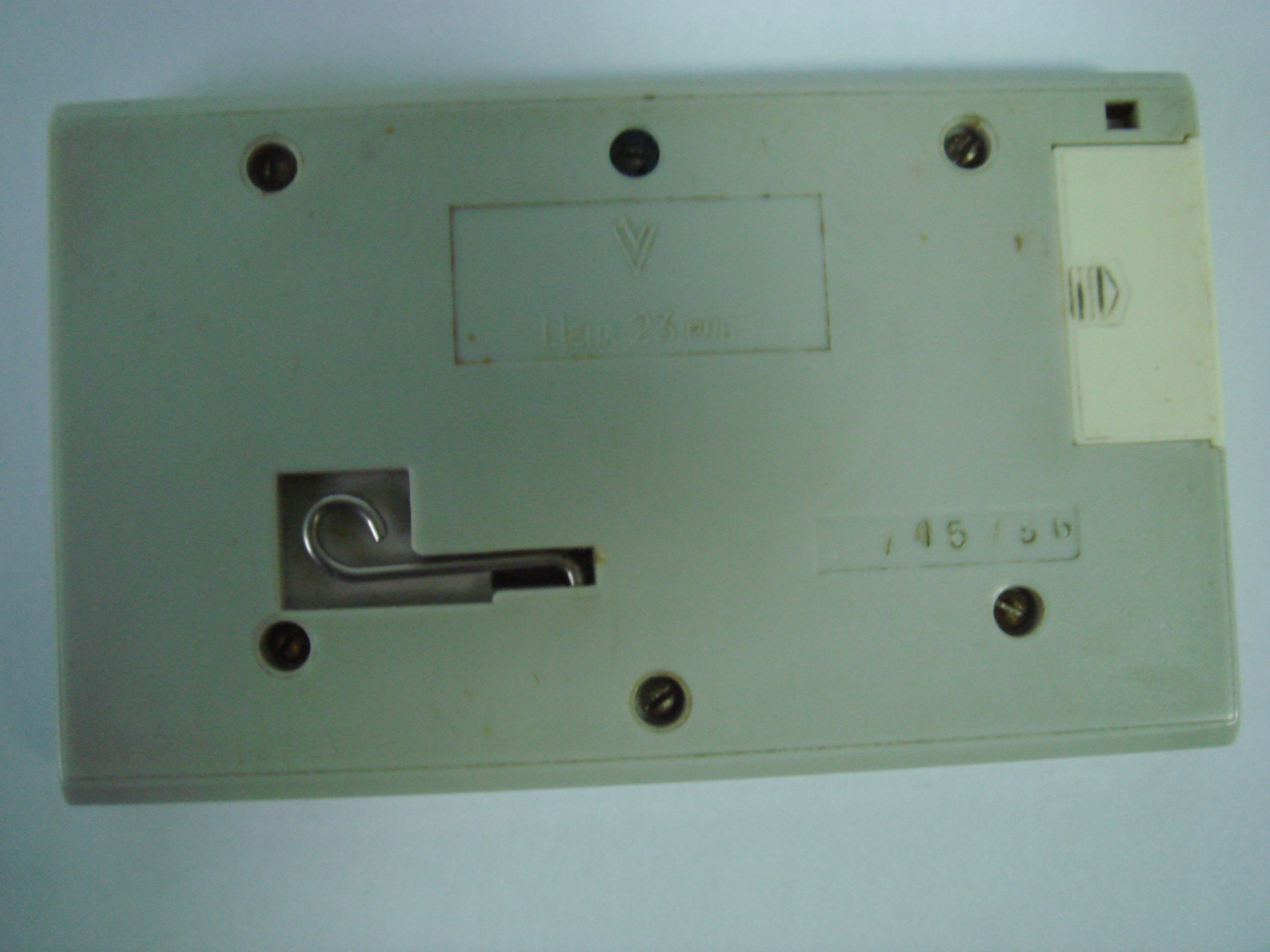
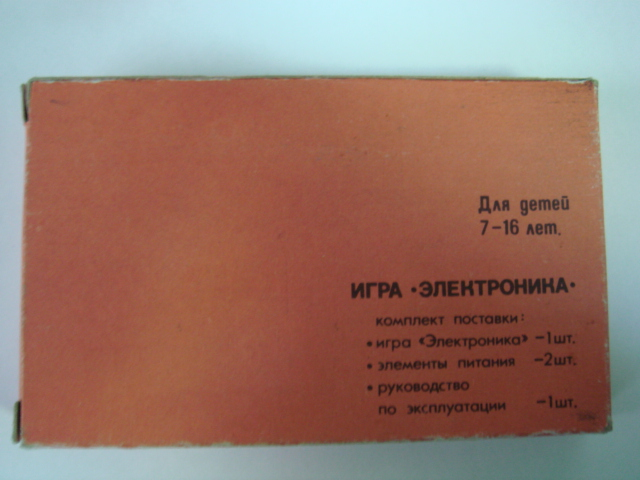